# Casa Colombo
A Casa Colombo é um museu português de história no Porto Santo, Madeira. O museu está instalado numa casa onde se crê que residiu Cristóvão Colombo, navegador e explorador europeu. O museu tem áreas dedicadas à posição estratégica do Porto Santo no contexto dos descobrimentos portugueses, a Cristóvão Colombo e a sua relação com a ilha da Madeira, e a importância que esta ilha teve nas preparações para as suas grandes viagens.
Uma outra área é sobre o afundamento do galeão Sloot ter Hooge, pertencente à Companhia das Índias Holandesas (V.O.C.), perto da costa da ilha do Porto Santo.

## Galeria

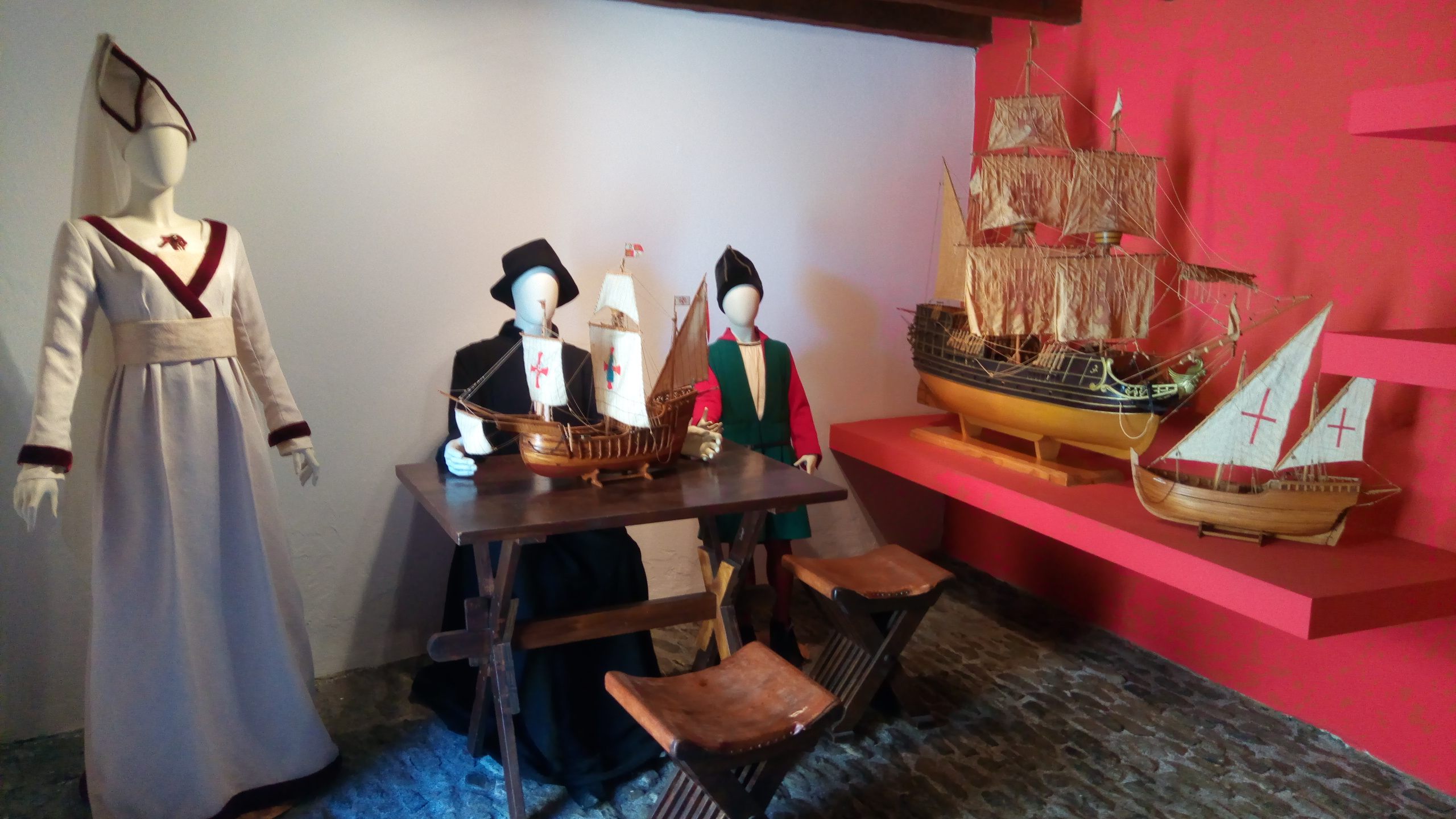
Manequins com trajes de época e modelos de naus e caravelas
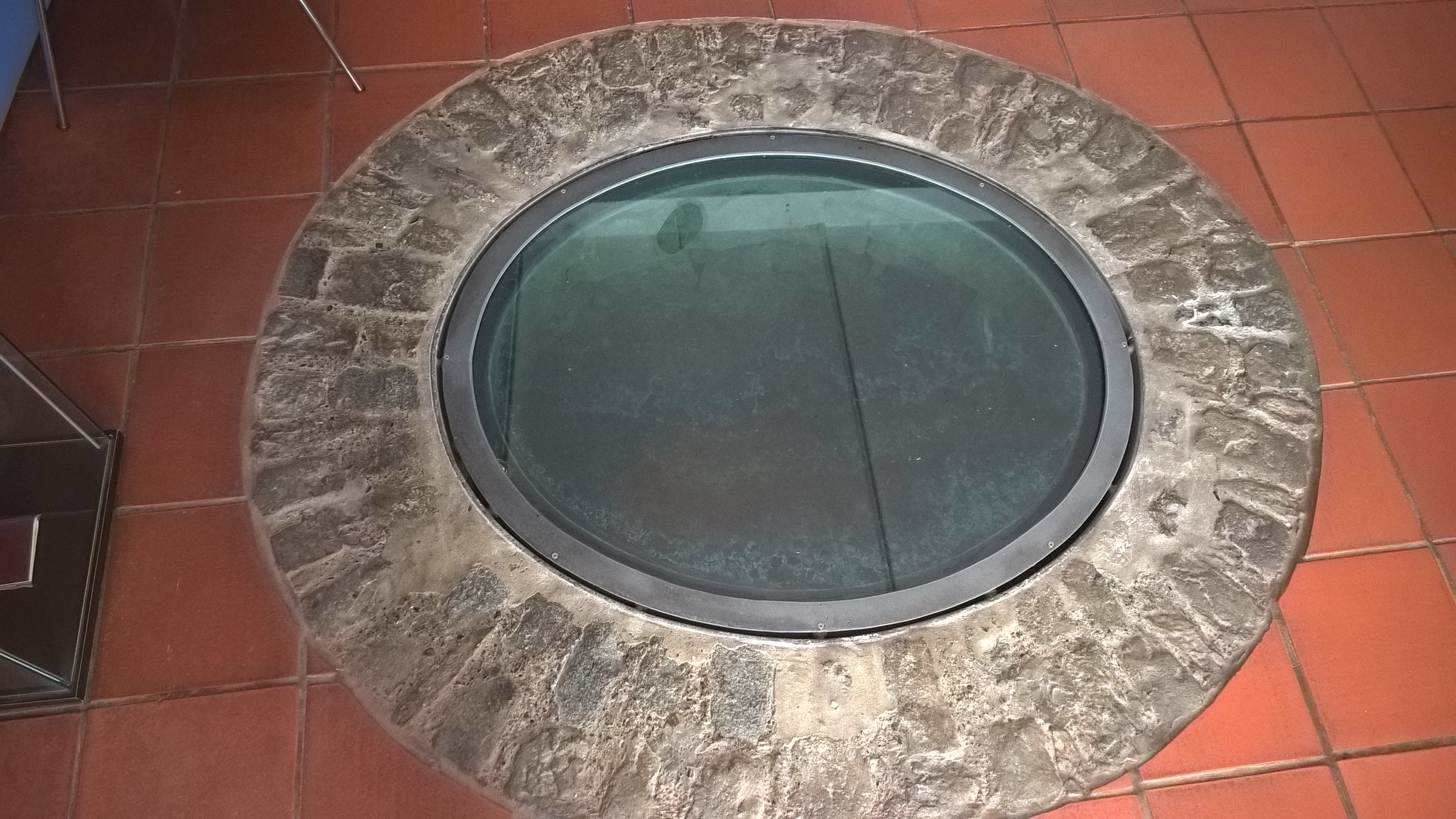
Cisterna para cereais no chão da sala de entrada
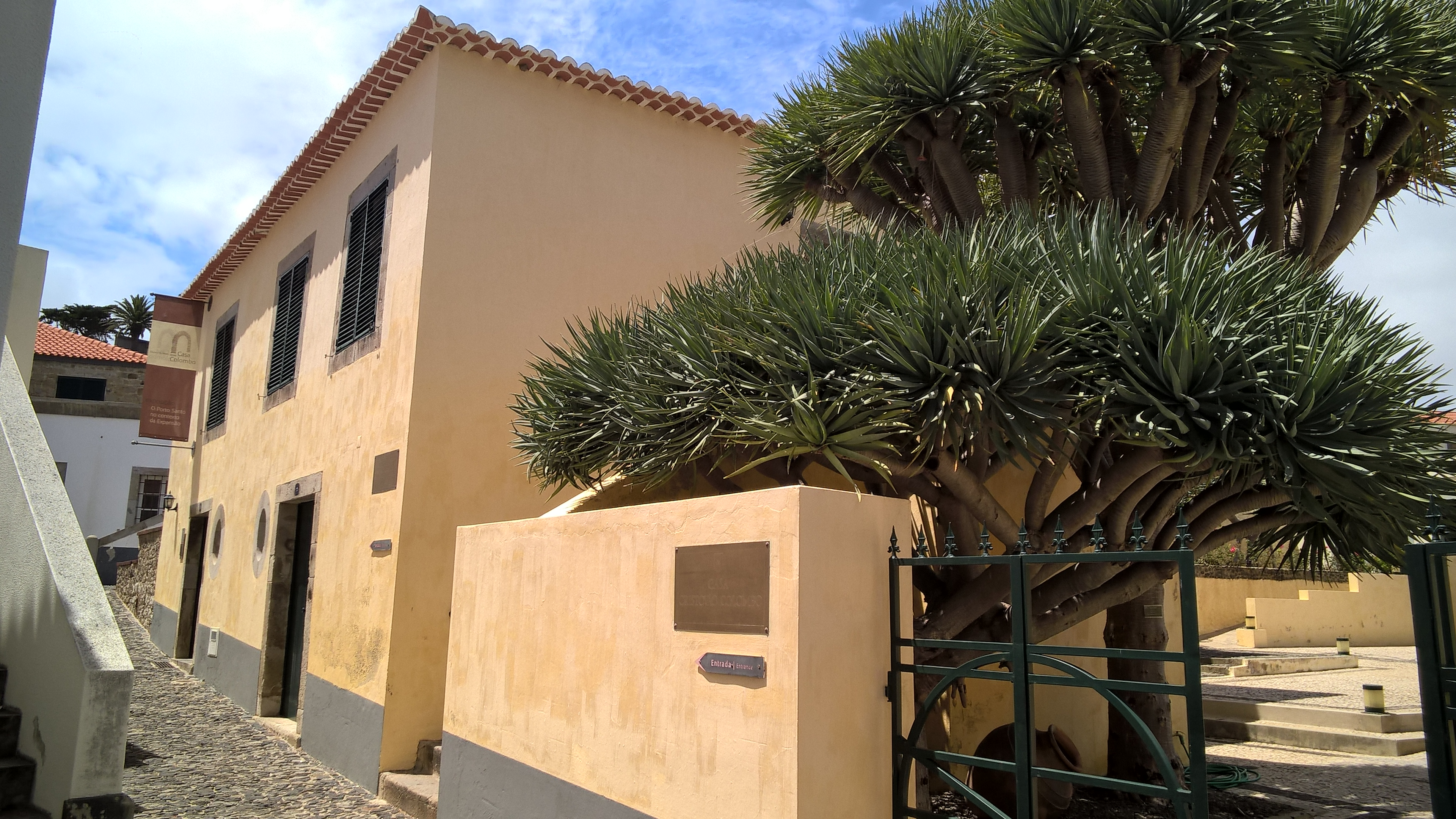
Entrada do museu